# Petko Christow
Petko Jordanow Christow OFMConv (bułg. Петко Йорданов Христов; ur. 19 października 1950 w Wełczewie, zm. 14 września 2020 w Ruse) – bułgarski duchowny rzymskokatolicki, franciszkanin konwentualny, biskup diecezjalny nikopolski w latach 1994–2020.

## Życiorys
Urodził w Wełczewie. Po ukończeniu szkoły średniej rozpoczął studia Wyższej Szkole Zawodowej w Wielkim Tyrnowie na kierunku budownictwo i architektura. Po ich ukończeniu zdecydował się wstąpić do seminarium duchownego. Święcenia kapłańskie otrzymał 15 grudnia 1985. Pięć lat później został przyjęty do zakonu franciszkanów, składając 15 grudnia 1993 śluby wieczyste. Następnie pracował w parafiach w Belene i Tranchovitsie. 18 grudnia 1994 został mianowany przez papieża Jana Pawła II biskupem ordynariuszem nikopolskim, a jego konsekracja biskupia miała miejsce 6 stycznia 1995 w bazylice św. Piotra w Watykanie. Biskup Petko był także prezesem bułgarskiego Caritasu oraz członkiem Konferencji Episkopatu Bułgarii, w którym przewodniczył komitetom: stowarzyszeń życia apostolskiego, wspierania jedności chrześcijan i radzie Cor unim.